# Viola d'olor
La viola d'olor (Viola odorata) en referència a l'olor dolça que desprèn (car és l'única espècie de la família de les violàcies que emet perfum), és una planta de la família de les violàcies. És originària d'Europa, més concretament de la regió mediterrània. Tot i així, s'estén pràcticament per tot el món, des d'Àsia fins al nord d'Àfrica, passant per les zones més fresques d'Amèrica.

## Descripció
És una planta herbàcia d'entre 5-10 cm d'alçada d'arrel perenne. Té una arrel axonomorfa amb rizoma i tiges herbàcies amb dues estípules lanceolades cada una. Tant les fulles com les flors creixen en roseta basal des de l'arrel i són altament peciolades. Les fulles són simples, cordiformes, amb el marge lleugerament dentat i brillants per l'anvers.
La flor, molt aromàtica, posseeix un gran peduncle quadrangular amb dues bràctees i mesura fins a 2 cm. Té un color violeta intens, però també n'hi ha de roses, blanques i grogues. El periant està compost per cinc sèpals dialisèpals i cinc pètals dialipètals desiguals, el més baix dels quals prolongat inferiorment. És hermafrodita amb un androceu que consta de 5 estams (els 2 inferiors tenen un apèndix inclòs) i un gineceu sincàrpic de tres carpels.
El fruit és una càpsula arrodonida, vellosa i de color lila brut que s'obre en tres valves, cadascuna de les quals conté nombroses llavors.

## Noms vernaculars
Viola, viola d'ultramar, viola de bosc, viola boscana, viola de la Mare de Déu, viola vera, violer, violer boscà, violer d'olor i violeta.

## Ecologia
És una espècie silvestre que creix en les zones ombrívoles i humides dels boscs i acostuma a formar catifes.
Prefereix sòls rics en nutrients, frescs i amb bastant humus i, a part d'aquests requisits, no té més exigències particulars. Tot i així, prefereix sòls compactes i a poder ser calcaris.
Pot viure en zones de fins a 1400 m d'altitud.
Es sembra el setembre, floreix a finals d'hivern principis de primavera i finalitza un mes abans d'acabar l'estiu.
Es recol·lecta a principis de primavera, tot i que les arrels convé agafar-les per la tardor-hivern, ja que és quan tenen més concentració de principis actius.

## Composició química
Les flors contenen:
- mucílag
- traces d'àcid salicílic
- oli essencial constituït per aldehids i alcohols alifàtics no saturats (nonadienal, nonadienol i octodienol)
- eugenol
- alcohol benzílic
- una cetona no saturada (la parmona)
- pigments antociànics (glucòsid de la delfinidina) responsables del color
- flavonoides (rutòsid o rutina)
- pigments carotenoides

La rel conté:
- saponòsids,
- alcaloides.

## Usos medicinals
S'utilitza en:
- afeccions respiratòries (constipat, grip, bronquitis, faringitis, asma, etc.)
- afeccions de l'aparell digestiu (gastritis, úlcera gastroduodenal, etc.)
- en cas d'intoxicació (per fer ús de la seva propietat emètica)

## Accions farmacològiques
La flor, per la seva composició, té propietats: 
- emol·lients
- antitussígens
- sudorífiques
- antiinflamatòries

La rel té propietats: 
- antiinflamatòries,
- expectorants,
- hipotensores.

## Toxicitat
A dosis altes és emètica (provoca el vòmit), tot i que aquest fet tant pot ser una contraindicació com una qualitat.
També hi ha casos on s'han produït trastorns nerviosos, circulatoris i inclús la mort per sobredosi del contingut de la seva arrel.